# Simone Birkel
Simone Birkel (* 1970 in Weißenburg in Bayern) ist eine deutsche römisch-katholische Theologin, Medienpädagogin und Professorin an der Katholischen Universität Eichstätt-Ingolstadt.

## Leben
Simone Birkel studierte nach dem Abitur die Fächer Germanistik, Katholische Theologie und Geographie an der Universität Regensburg. Von 1997 bis 2002 war sie als wissenschaftliche Mitarbeiterin am Lehrstuhl für Religionspädagogik an der Theologischen Fakultät der Katholischen Universität Eichstätt-Ingolstadt tätig. Das Promotionsstudium an der KU Eichstätt-Ingolstadt schloss sie 2002 mit der Dissertation Zukunft wagen - ökologisch handeln. Grundlagen und Leitbilder kirchlich-ökologischer Bildung im Kontext nachhaltiger Entwicklung ab.
Von 2003 bis 2015 unterrichtete sie die Fächer Katholische Religion, Religionspädagogik und Literatur- und Medienpädagogik in verschiedenen beruflichen Schulen. Seit 2012 ist sie zudem Referentin der Stiftung Medienpädagogik Bayern. Von 2013 bis 2015 absolvierte sie in Augsburg und Eichstätt erfolgreich die Ausbildung zur 2. Dienstprüfung als Religionslehrerin im Kirchendienst mit Verleihung der Missio canonica für berufliche Schulen. Von 2015 bis 2022 arbeitete sie als Lehrkraft für Jugend- und Schulpastoral an der Katholischen Universität Eichstätt-Ingolstadt.
2019 schloss sie an der KSH Mainz den Zertifikatskurs Medienpädagogische Praxis in Zusammenarbeit mit der Clearingstelle für Medienkompetenz der Deutschen Bischofskonferenz ab, im selben Jahr erwarb sie das Zertifikat Hochschullehre Bayern am Zentrum für Hochschuldidaktik Ingolstadt (DIZ). Ab dem Wintersemester 2021/22 vertrat sie die Professur Religionspädagogik an der Fakultät für Religionspädagogik und Kirchliche Bildungsarbeit an der Katholischen Universität Eichstätt-Ingolstadt. Im Dezember 2022 wurde sie als ordentliche Professorin für Religionspädagogik an der KU Eichstätt-Ingolstadt berufen. Sie ist maßgeblich beteiligt an der Entwicklung und Umsetzung der School of Transformation and Sustainability an der KU Eichstätt-Ingolstadt.
Ihre Forschungsschwerpunkte liegen im Bereich der religiösen Bildung für Nachhaltige Entwicklung (rBNE) und Transformationsprozessen in der Bildung sowie der transformativen Pastoral. In ihren Lehrveranstaltungen arbeitet sie projekt- und produktorientiert, was sich in Lehrpreisen (2019 Schöpfungspreis der Diözese Eichstätt; 2017 Preis für Gute Lehre in der Kategorie Innovation verliehen von der Katholischen Universität Eichstätt-Ingolstadt und der Liga-Bank-Stiftung) niederschlug.
Seit 2015 ist sie Mitglied der Steuerungsgruppe Nachhaltigkeit sowie der Forschungsgruppe Nachhaltigkeit an der KU Eichstätt-Ingolstadt. Vom Wintersemester 2021/2022 bis Sommersemester 2023 war sie im Leitungsteam der Fakultät für Religionspädagogik/Kirchliche Bildungsarbeit u. a. für den Bereich „Strategie und Personal“ verantwortlich.
Simone Birkel ist Mitglied in verschiedenen Gremien und Organisationen, u. a. bei Agenda - Forum katholischer Theologinnen e. V., bei der Arbeitsgemeinschaft Katholische Religionspädagogik und Katechetik (AKRK), bei der Konferenz der deutschsprachigen Pastoraltheologinnen und Theologen sowie bei der Konferenz der Religionspädagog*innen an bayerischen Universitäten (KRBU). Von 1919 bis 2023 war Simone Birkel als Beirätin im Bundesvorstand von Agenda – Forum Katholische Theologinnen e.V. tätig und hat dort das Format female – divers im Synodalen Weg sowie das Hohenheimer Theologinnen-Treffen 2022 zum Thema „Tabu und Reset“ mitorganisiert.
Simone Birkel wirkte 2023 als Jurorin und Laudatorin beim Innovationspreis des Deutschen Institut für Erwachsenenbildung zum Thema „Sozial-ökologische Transformation gestalten“ mit. Sie wurde außerdem in das Jahresprogramm 2024 der Stiftung Innovation in der Hochschullehre in der Akteursgruppe der Hochschulleitung aufgenommen.
Im privaten Bereich engagierte sie sich von 1991 bis 1998 als Mitglied im Kuratorium des KLJB-Bildungshauses Fiegenstall und war von 2000 bis 2020 mitverantwortlich für die Organisation und Durchführung des Fiegenstaller Forums im KLJB Bildungshaus Fiegenstall.
Simone Birkel ist verheiratet und hat drei erwachsene Kinder.

## Arbeitsschwerpunkte
- Transformatives Lernen und Utopieentwicklung
- Bildungsprozesse im Kontext von Schöpfungsverantwortung und religiöser Bildung für nachhaltige Entwicklung (rBNE)
- Innovative jugend- und schulpastorale Projekte

## Auszeichnungen und Preise
- 2024 Uniservitate Service Learning Award: Special Mention Awareness: Pastoral Care in the Context of Festivals and Events
- 2019 Schöpfungspreis der Diözese Eichstätt für ein studentisches Filmprojekt im gemeinsam mit Sabine Bieberstein geleiteten Seminar „Schöpfung: kreativ – medial – digital“
- 2017 Preis für Gute Lehre in der Kategorie Innovation verliehen von der Katholischen Universität Eichstätt-Ingolstadt und der Liga-Bank-Stiftung für das  Projektseminar Spirit-Poetry-Slam
- 2000 Auszeichnung in der zweiten Preiskategorie beim wissenschaftlichen Nachwuchswettbewerb der Katholischen Katechetikdozent*innen in Berlin

## Publikationen (Auswahl)
- (mit Eva M. Schmid:) Kirchlich-ökologische Bildung vernetzen! Zukunftsentwürfe für die kirchliche Umweltbildung auf der Grundlage einer Befragung katholischer Institutionen in Bayern (= Forum Religion und Sozialkultur / B ; 5). LIT, Münster 2001, ISBN 3-8258-5375-6.
- Zukunft wagen - ökologisch handeln. Grundlagen und Leitbilder kirchlich-ökologischer Bildung im Kontext nachhaltiger Entwicklung (= Theologie und Praxis ; 15). LIT, Münster 2002, ISBN 3-8258-6265-8 (Dissertation, Katholische Universität Eichstätt-Ingolstadt, 2002).
- (als Hrsg.) Spoken words. Poetry Slam in der Jugendpastoral. Don Bosco, München 2018, ISBN 978-3-7698-2363-9.
- Ich und mein Selfie. Leisten Selfies einen Beitrag zur Identitätsentwicklung Jugendlicher?. In: Kristina Steimer, Claudia Paganini,  Alexander Filipovíc (Hrsg.): Das Selbst im Blick. Interdisziplinäre Perspektiven zur Selfie-Forschung (= Kommunikations- und Medienethik ; 19). Nomos, Baden-Baden 2023, ISBN 978-3-8487-8550-6, S. 155–179. (Online)